# Divizia A 1966-1967
Sezonul 1966-1967 al Diviziei A a fost cea de-a 49-a ediție a Campionatului de Fotbal al României, și a 29-a de la introducerea sistemului divizionar. A început pe 21 august 1966 și s-a terminat pe 11 iunie 1967. Rapid București a devenit campioană pentru prima oară în istoria sa.

## Echipele participante
| Club                  | Oraș        | stadiu              | Sezonul anterior              |
| --------------------- | ----------- | ------------------- | ----------------------------- |
| Rapid Bucuresti       | Bucuresti   | Stadionul Giulesti  | Locul 2 în Divizia A          |
| Politehnica Timișoara | Timisoara   | Stadionul Municipal | Locul 11 în Divizia A         |
| CSMS Iași             | Iasi        | Stadionul Municipal | Locul 6 în Divizia A          |
| Dinamo Pitești        | Pitesti     | Stadionul 1 Mai     | Locul 4 în Divizia A          |
| UTA Arad              | Arad        | Stadionul Municipal | Locul 10 în Divizia A         |
| Petrolul Ploiești     | Ploiesti    | Stadionul Municipal | Locul 1 în Divizia A          |
| Jiul Petroșani        | Petrosani   | Stadionul Municipal | Locul 1 în Divizia B Seria II |
| Dinamo București      | București   | Stadionul Dinamo    | Locul 3 în Divizia A          |
| Steagul Roșu Brașov   | Brașov      | Stadionul Municipal | Locul 5 în Divizia A          |
| Universitatea Cluj    | Cluj-Napoca | Stadionul Ion Moina | Locul 7 în Divizia A          |
| Farul Constanța       | Constanța   | Stadionul Municipal | Locul 9 în Divizia A          |
| Universitatea Craiova | Craiova     | Stadionul Municipal | Locul 8 în Divizia A          |
| Steaua București      | București   | Ghencea             | Locul 12 în Divizia A         |
| Progresul București   | București   | Cotroceni           | Locul 1 în Divizia B Seria I  |

## Sezon

### Știri

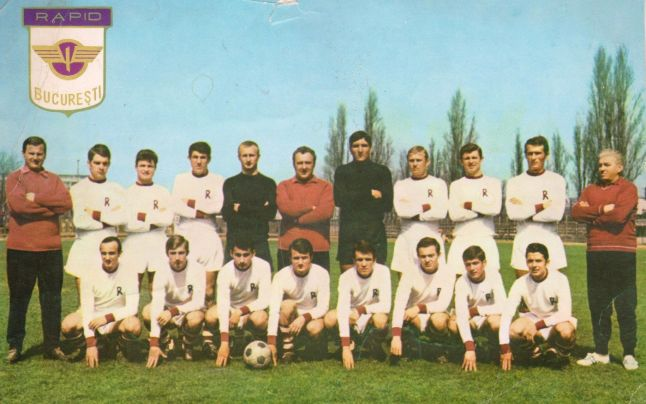
Echipa campioană a ediției 1966-67

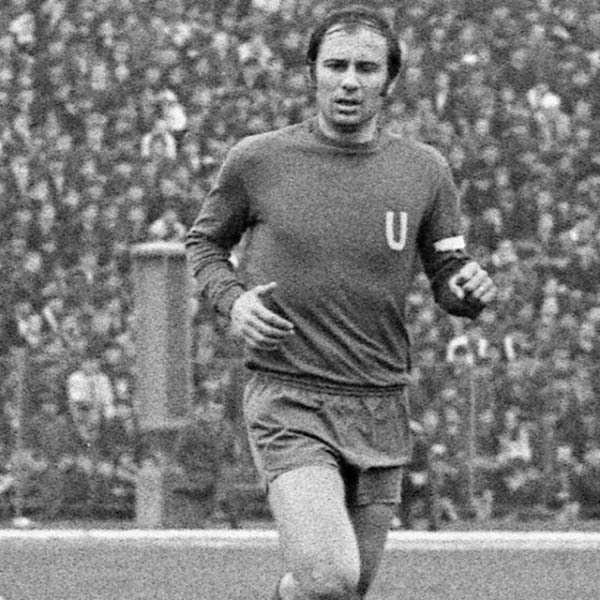
Ion Oblemenco - a marcat 17 goluri, devenind golgheterul diviziei A in sezonul 1966-67

Vara care a urmat dezastrului naționalei României de la calificările pentru Campionatul Mondial din Anglia din 1966, care s-a încheiat cu eliminarea neașteptată de către Portugalia, a dus la o mare revoluție în fotbalul românesc. Cu scopul de a facilita creșterea și afirmarea unei noi generații de jucători naționali, Asociația de Fotbal a ajuns la decizia drastică de a bloca semnările jucătorilor străini din ligile străine.

### Piața de transfer
Din cauza blocajului străinilor, piața transferurilor de vară nu a fost deosebit de animată, echipele care s-au limitat la retușurile formațiilor deja văzute la turneul precedent. Închiderea granițelor a afectat, mai mult decât toate, planurile lui Dinamo Bucuresti, forțată să renunțe la acordurile încheiate cu doi dintre marii campioni internaționali ai vremii.
Rapid a încredințat banca arhitectului urcării către vârf, Valentin Stanescu, și l-a semnat pe Dan Coe în apărare, în timp ce Universitatea Craiova l-a integrat pe Ion Oblemenco în atacul formației.

## Clasament
| Loc | Echipă                    | Pct. | MJ | V  | E  | Î  | GM | GP | DG  | Calificare sau retrogradare               |
| --- | ------------------------- | ---- | -- | -- | -- | -- | -- | -- | --- | ----------------------------------------- |
| 1.  | Rapid (C)                 | 34   | 26 | 13 | 8  | 5  | 39 | 21 | +18 | Cupa Campionilor 1967-68 Prima rundă      |
| 2.  | Dinamo                    | 32   | 26 | 13 | 6  | 7  | 38 | 23 | +15 |                                           |
| 3.  | Universitatea Craiova     | 30   | 26 | 13 | 4  | 9  | 38 | 32 | +6  |                                           |
| 4.  | Farul                     | 29   | 26 | 11 | 7  | 8  | 38 | 36 | +2  |                                           |
| 5.  | Steaua București          | 26   | 26 | 10 | 6  | 10 | 36 | 28 | +8  | Cupa Cupelor 1967-68 Prima rundă          |
| 6.  | U Cluj                    | 26   | 26 | 9  | 8  | 9  | 31 | 30 | +1  |                                           |
| 7.  | Steagul Roșu Brașov       | 26   | 26 | 10 | 6  | 10 | 31 | 37 | −6  |                                           |
| 8.  | Jiul Petroșani            | 25   | 26 | 11 | 3  | 12 | 41 | 32 | +9  |                                           |
| 9.  | Petrolul Ploiești         | 25   | 26 | 9  | 7  | 10 | 25 | 26 | −1  | Cupa Orașelor Târguri 1967-68 Prima rundă |
| 10. | Progresul București       | 24   | 26 | 9  | 6  | 11 | 29 | 34 | −5  |                                           |
| 11. | UTA Arad                  | 24   | 26 | 7  | 10 | 9  | 31 | 36 | −5  |                                           |
| 12. | Dinamo Pitești            | 23   | 26 | 10 | 3  | 13 | 34 | 41 | −7  | Cupa Orașelor Târguri 1967-68 Prima rundă |
| 13. | Poli Iași (R)             | 21   | 26 | 7  | 7  | 12 | 30 | 53 | −23 | Retrogradare în Divizia B 1967-1968       |
| 14. | Politehnica Timișoara (R) | 19   | 26 | 6  | 7  | 13 | 33 | 45 | −12 | Retrogradare în Divizia B 1967-1968       |

| Câștigătorii Diviziei A, ediția 1966/1967 |
| ----------------------------------------- |
| Rapid București Primul Titlu              |

## Rezultate
| Acasă \ Deplasare     | IAȘ | UCR | DIN | PIT | FAR | JIU | PET | PRO | RAP | SRB | STE | POL | UTA | UCL |
| --------------------- | --- | --- | --- | --- | --- | --- | --- | --- | --- | --- | --- | --- | --- | --- |
| CSMS Iași             | —   | 2–1 | 0–0 | 1–2 | 3–1 | 2–1 | 1–0 | 1–1 | 2–2 | 1–1 | 1–7 | 4–1 | 3–1 | 2–2 |
| Universitatea Craiova | 1–0 | —   | 1–1 | 1–0 | 3–0 | 3–2 | 1–0 | 1–0 | 1–0 | 3–2 | 3–0 | 3–1 | 4–1 | 0–0 |
| Dinamo București      | 2–1 | 4–1 | —   | 2–0 | 5–2 | 1–0 | 1–0 | 2–0 | 2–1 | 0–1 | 1–1 | 1–0 | 1–1 | 4–0 |
| Dinamo Pitești        | 5–2 | 2–1 | 1–3 | —   | 1–0 | 4–2 | 0–0 | 1–0 | 2–2 | 4–3 | 1–0 | 2–0 | 3–1 | 2–4 |
| Farul Constanța       | 2–0 | 4–1 | 2–1 | 2–0 | —   | 2–1 | 1–0 | 5–1 | 1–1 | 3–0 | 1–0 | 1–1 | 0–0 | 2–1 |
| Jiul Petroșani        | 3–0 | 2–1 | 0–3 | 4–0 | 0–0 | —   | 3–1 | 2–1 | 0–1 | 7–0 | 2–0 | 3–1 | 1–0 | 0–1 |
| Petrolul Ploiești     | 0–0 | 2–1 | 3–0 | 1–0 | 2–0 | 2–0 | —   | 1–2 | 0–0 | 1–1 | 0–1 | 1–0 | 2–1 | 1–0 |
| Progresul București   | 1–2 | 2–2 | 0–2 | 1–0 | 3–1 | 1–1 | 1–2 | —   | 1–1 | 1–0 | 1–0 | 1–0 | 4–0 | 2–1 |
| Rapid București       | 8–1 | 1–0 | 2–0 | 2–1 | 2–2 | 1–0 | 3–1 | 1–0 | —   | 1–0 | 3–0 | 2–0 | 0–0 | 2–1 |
| Steagul Roșu Brașov   | 5–0 | 1–0 | 1–0 | 1–1 | 1–3 | 2–0 | 2–2 | 2–0 | 2–1 | —   | 0–0 | 2–1 | 0–1 | 1–0 |
| Steaua București      | 2–0 | 4–1 | 1–0 | 1–0 | 5–0 | 2–1 | 1–1 | 2–2 | 0–0 | 0–1 | —   | 3–2 | 0–1 | 4–1 |
| Politehnica Timișoara | 1–1 | 0–2 | 4–2 | 3–1 | 1–1 | 1–2 | 1–0 | 3–1 | 1–0 | 1–1 | 1–1 | —   | 4–2 | 1–1 |
| UTA Arad              | 1–0 | 1–1 | 0–0 | 2–1 | 2–2 | 0–2 | 0–0 | 1–1 | 1–2 | 5–1 | 3–1 | 5–2 | —   | 0–0 |
| Universitatea Cluj    | 2–0 | 0–1 | 0–0 | 2–0 | 1–0 | 2–2 | 5–2 | 0–1 | 2–0 | 1–0 | 1–0 | 2–2 | 1–1 | —   |

## Goalgheteri
| Clasament | Jucător          | Club                  | Goluri |
| --------- | ---------------- | --------------------- | ------ |
| 1         | Ion Oblemenco    | Universitatea Craiova | 17     |
| 2         | Florea Voinea    | Steaua Bucuresti      | 16     |
| 3         | Ion Ionescu      | Rapid București       | 15     |
| 4         | Nicolae Nagy     | Dinamo Pitești        | 14     |
| 5         | Constantin Iancu | Farul Constanța       | 13     |

## Echipa campioană
| Rapid București |
| --- |
| Portari: Rică Răducanu (24 / 0); Marin Andrei (3 / 0). Fundași: Nicolae Lupescu (26 / 1); Ion Motroc (25 / 0); Dan Coe (26 / 0); Ilie Greavu (25 / 0); Vasile Ștefan (3 / 0); Savu Costea (1 / 0). Mijlocasi: Constantin Dinu (23 / 1); Nicolae Georgescu (6 / 0); Constantin Jamaischi (21 / 2). Atacanti:Constantin Năsturescu (25 / 3); Emil Dumitriu II (26 / 12); Ion Ionescu (22 / 15); Teofil Codreanu (23 / 2); Paul Mitroi (3/0); Viorel Kraus (12 / 2); Alexandru Neagu (8 / 1). (aparițiile în ligă și golurile enumerate între paranteze) Manager: Valentin Stănescu. |